# Joseph Duplessis

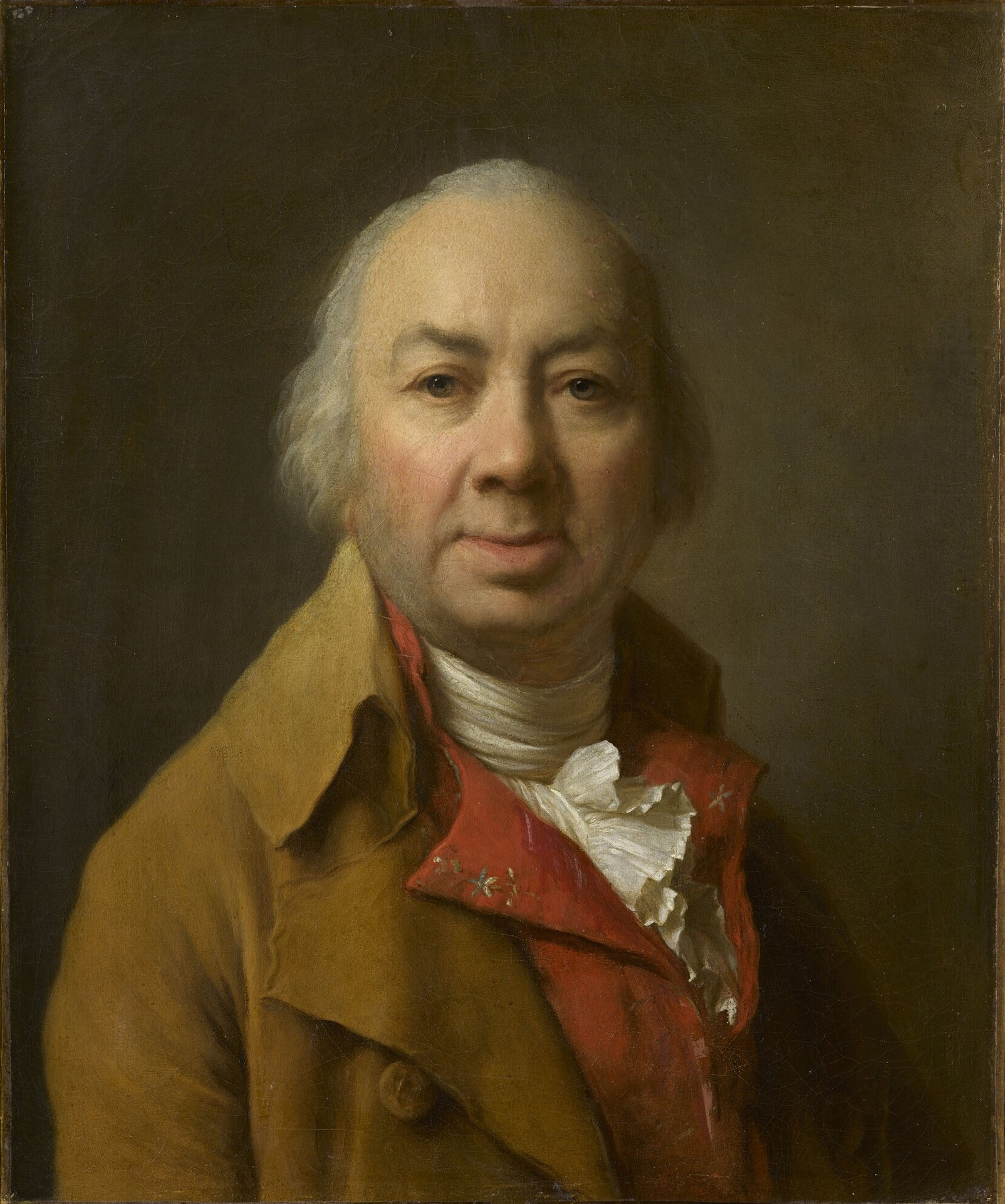
Autoritratto, 1801, Versailles

Joseph-Siffred Duplessis (Carpentras, 22 settembre 1725 – Versailles, 1º aprile 1802) è stato un pittore francese.

## Biografia
Il padre di Joseph-Siffred fu il chirurgo Joseph-Guillaume Duplessis, che si dedicava alla pittura, impartendo al figlio le prime nozioni artistiche. Passò poi a studiare con il pittore e frate certosino Joseph Imbert (1666 – 1749), allievo di Charles Le Brun. Nel 1744 Duplessis arrivò a Roma, allievo di Pierre Subleyras (1699 – 1749), dove conobbe e strinse amicizia con Joseph Vernet (1714 – 1789). 
Tornato a Carpentras nel 1748, ricevette alcune commissioni e poi, nel 1751, si trasferì a Lione e di qui, l'anno dopo, a Parigi. Nella capitale la concorrenza era spietata e Duplessis, che aveva deciso di specializzarsi nel ritratto, passò un lungo e difficile periodo nel tentativo di imporsi al grande pubblico. Il successo cominciò ad arridergli negli anni sessanta: espose cinque ritratti all'Accademia di San Luca nel 1764, nel 1769 ricevette l'agréement dell'Académie royale de peinture et de sculpture e presentò senza interruzione, fino al 1791, i suoi ritratti ai Salon. Venne notato da Diderot, che lo elogiò: «Ecco un artista chiamato Du Plessis, che si è tenuto nascosto per una dozzina d'anni e ora si mostra improvvisamente con tre o quattro ritratti veramente belli». 
La sua fama arrivò fino a corte: ritrasse Maria Antonietta, non ancora regina, nel 1771, e Luigi XVI nel 1774, al quale seguiranno numerosi altri ritratti e repliche. Nel 1774 fu nominato accademico e, nel 1780, consigliere. L'aristocrazia gli commissionò i suoi ritratti ed egli ritrasse anche Benjamin Franklin, riprodotto ancora negli attuali 100 dollari statunitensi. 
Con la rivoluzione, la dispersione della nobile clientela e la soppressione dell'Académie royale, Duplessis visse alcuni anni molto difficili: si ritirò allora a Carpentras, dove nel 1794 venne incaricato di redigere il catalogo delle opere d'arte presenti nel Dipartimento e nel 1796 fu chiamato a Parigi come Conservatore del museo di Versailles. Qui eseguì il suo ultimo ritratto, il proprio, di straordinaria penetrazione, e morì nel 1802.
A Carpentras gli fu intitolato il principale museo della città: il Museo Comtadin-Duplessis.

## Opere
- Madame Lenoire, 1764, Parigi, Louvre
- Luigi XVI, 1766, Versailles, Musée national du château et des Trianons
- Maria Antonietta, 1771, Versailles, Musée national du château et des Trianons
- Luigi XVI, 1774, Versailles, Musée national du château et des Trianons
- Michel-Paul-Guy de Chabanon, 1774, Versailles, Musée national du château et des Trianons
- Christophe-Gabriel Allegrain, 1775, Parigi, Louvre
- Christoph Willibald von Gluck, 1775, Vienna, Kunsthistorisches Museum
- Luigi XVI, 1776, Montauban, Musée Ingres
- Ritratto del poeta Ducis, 1777, Versailles, Musée Lambinet
- La duchessa di Chartres, 1777, Chantilly, Musée Condé
- Madame Denis, nipote di Voltaire, 1778, Chantilly, Musée Condé
- Il conte d'Angiviller, 1778, Chantilly, Musée Condé
- Il conte di Provenza, 1778, Chantilly, Musée Condé
- Christophe Willibald Gluck, Versailles, Musée national du château et des Trianons
- Benjamin Franklin, 1779, Raleigh, North Carolina Museum of Art
- Jacques Necker, 1781, Versailles, Musée national du château et des Trianons
- Madame Necker, 1781, Versailles, Musée national du château et des Trianons
- Jean Marie Vien, 1784, Louvre
- Luigi XVI, 1785, Saint-Omer, Musée de l'hôtel Sandelin
- Luigi XVI, ca 1785, Versailles, Musée national du château et des Trianons
- Autoritratto, 1801, Versailles, Musée national du château et des Trianons